# Polyptychodon
Polyptychodon es un género extinto de reptil sauropterigio que pertenece a la familia Pliosauridae , vivió durante el Cretácico. Sus fósiles se han encontrado en Europa y Norteamérica.

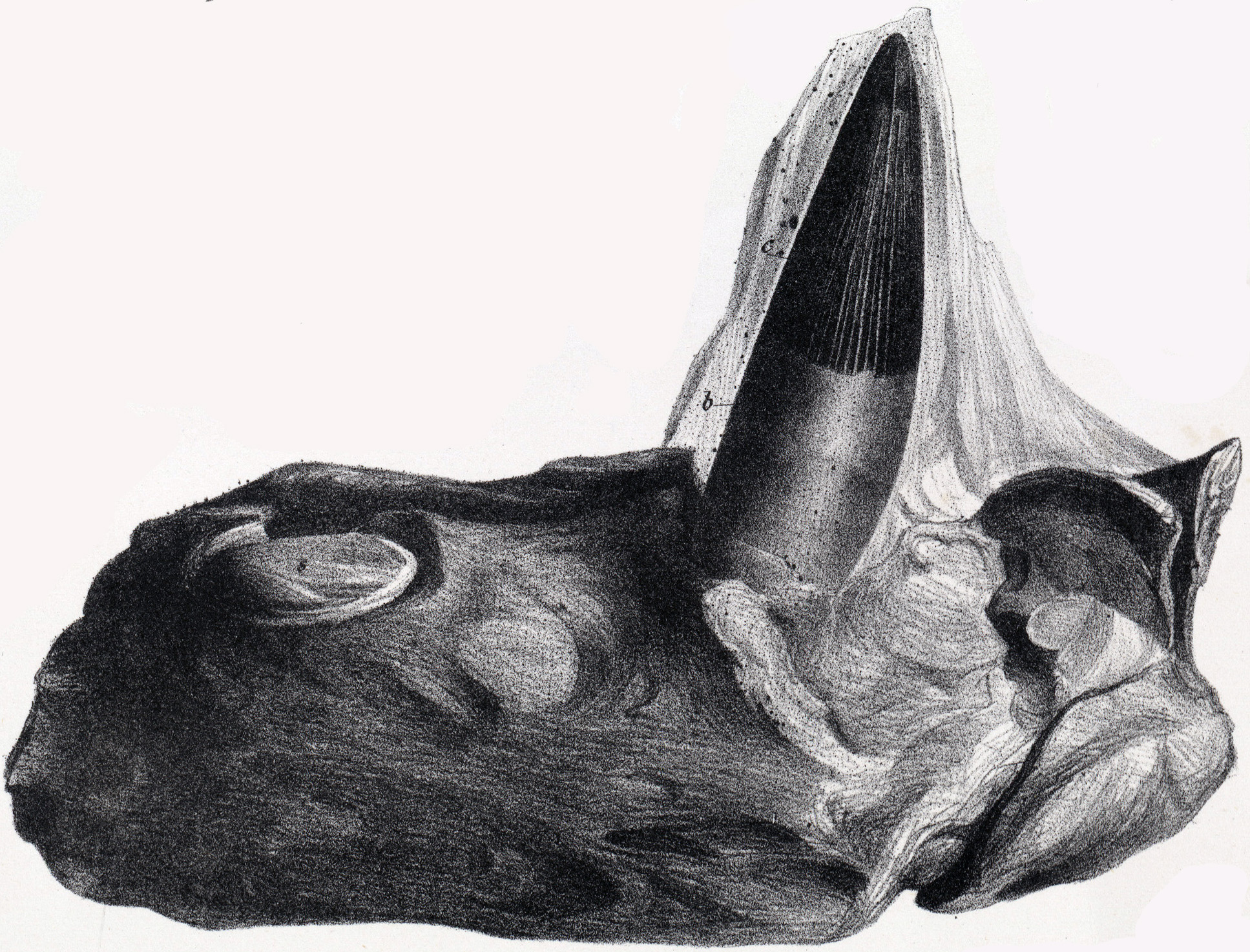
Mandíbula con diente de P. interruptus

La especie tipo, P. interruptus se conoce de depósitos del Albiense de Inglaterra. Los dientes y las vértebras de un pliosáurido hallados en la formación de Greensand de Inglaterra y de Francia, se han colocado dentro de este género. La comparación entre las vértebras del Albiense halladas en Francia y Kronosaurus sugiere que Polyptychodon tenía un tamaño de aproximadamente de 7 m.
Se conoce una especie de Norteamérica, P. hudsoni. Esta fue encontrada en rocas del Turoniense de Dallas, Texas. El holotipo, el espécimen SMM 60313, fue descubierto a principios de la década de 1960, durante unas excavaciones relacionadas con las construcciones del Aeropuerto Internacional de Dallas-Fort Worth.

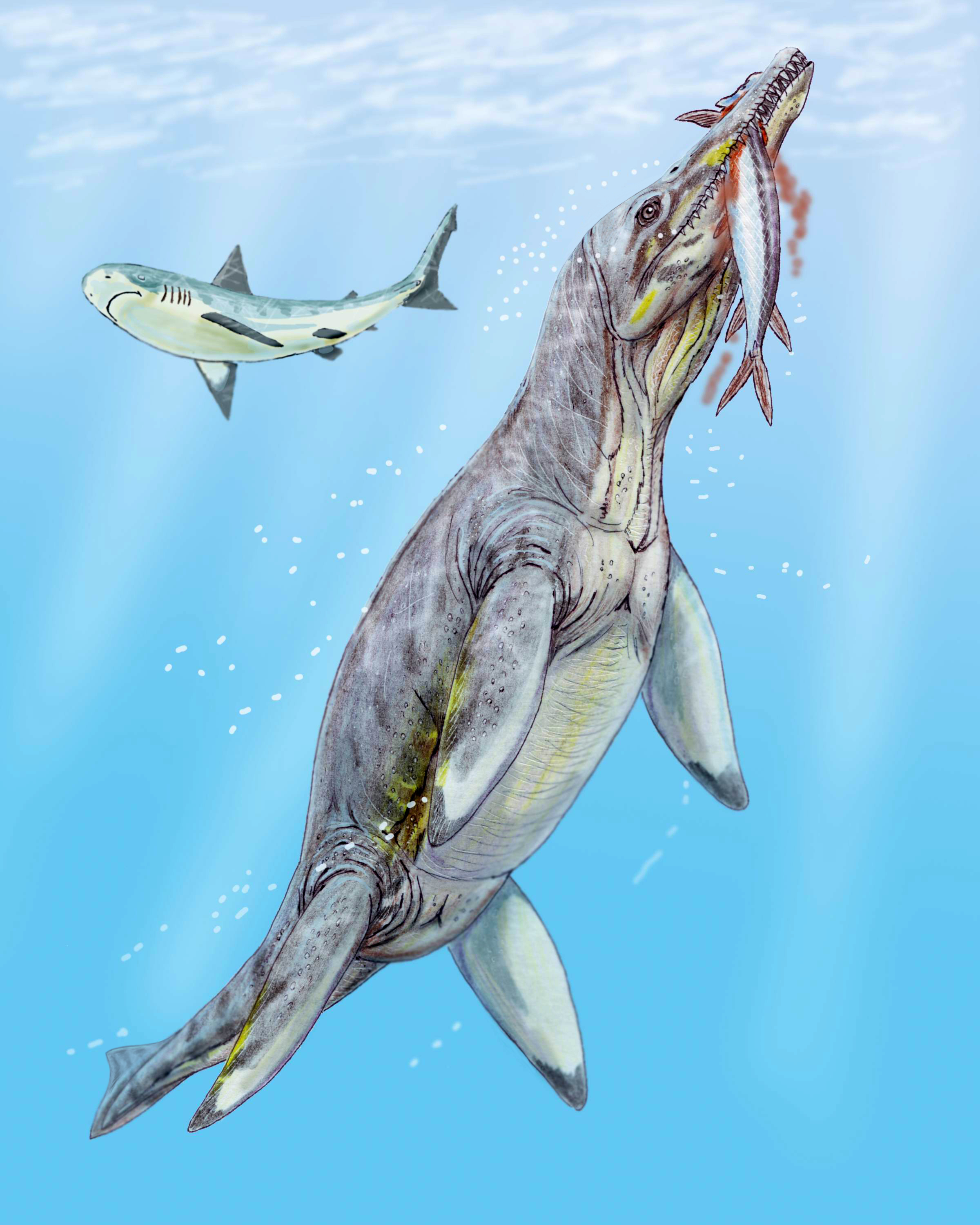
Polyptychodon interruptus.